# Хайнс (Орегон)
Хайнс (англ. Hines) — город на северо-западе США, в штате Орегон, в округе Харни. По данным переписи 2010 года, численность населения составляла 1563 человека.

## География
По данным Бюро переписи населения Соединенных Штатов, общая площадь города составляет 5,52 км², из которых 5,39 км² — это земля и 0,13 км² — вода.

## Демография

### Перепись 2010
По данным переписи 2010 года, в городе проживало 1563 человека. Из них 678 домашних хозяйств и 423 семьи. На территории города насчитывалось 738 жилых строений.
Расовый состав населения:
- 94,9 % белые ,
- 0,3 % афроамериканцы ,
- 1,0 % коренные американцы ,
- 0,4 % азиаты ,
- 1,2 % от других рас,
- 2,4 % от двух или более рас.

Испаноговорящие составили 3,1 % от всех жителей города.
В городе существовало 678 домашних хозяйств, из которых 28,8 % имели детей в возрасте до 18 лет, 49,7 % составляли совместно проживающие супружеские пары, 9,9 % женщины — домохозяйки не имеющие мужа, 2,8 % одинокие мужчины. 32,0 % всех домашних хозяйств состояли из одного человека и в 17,9 % состоял из престарелых людей (65 лет и старше). Средний размер домохозяйства — 2,25 человека, а семьи-2,83 человека.
Средний возраст жителей города составил 42,5 года. 24,1 % жителей были моложе 18 лет; 6 % — в возрасте от 18 до 24 лет; 21,8 % — от 25 до 44 лет; 28,2 % — от 45 до 64 лет; и 19,8 % — в возрасте 65 лет и старше. Гендерный состав населения города составил 49,6 % мужчин и 50,4 % женщин.

### Перепись 2000
По данным переписи населения 2000 года, в городе проживало 1623 человека. Из них 641 домашних хозяйств и 473 семьи. На территории города насчитывалось 689 жилых строений.
Расовый состав населения:
- 94,39 % белые,
- 0,12 % афроамериканцы,
- 2,71 % коренные американцы,
- 0,55 % азиаты ,
- 0,06 % жители тихоокеанских островов,
- 0,12 % от других рас,
- 2,03 % от двух или более рас.

Испаноговорящие составили 1,66 % от всех жителей города .
В городе существовало 641 домашнее хозяйство, из которых 31,8 % имели детей в возрасте до 18 лет, проживающих вместе с ними, 63,5 % составляли совместно проживающие супружеские пары, 6,4%-женщины-домохозяйки, не имеющие мужа. 21,8 % всех домашних хозяйств состояли из отдельных лиц, и в 8,7 % состоял из престарелых людей (65 лет и старше). Средний размер домохозяйства — 2,50 человека, а семьи-2,89 человека.
Средний возраст жителей составил 40 лет. 26,6 % в возрасте до 18 лет, 6,3 % с 18 до 24 лет, 27,0 % с 25 до 44 лет, 26,1 % с 45 до 64 лет и 14,0 % в возрасте 65 лет и старше. На каждые 100 женщин приходилось 106,5 мужчин. На каждые 100 женщин старше 18 лет приходилось 98,7 мужчин.
Средний доход домохозяйства в городе составлял 40 917 USD, а средний доход семьи — 43 452 USD. Среднестатистический заработок мужчин составлял 32 772 USD против 22 458 USD у женщин. Доход на душу населения для города составил 15 783 USD. Около 6,6 % семей и 9,9 % населения находились за чертой бедности, в том числе 10,1 % — в возрасте до 18 лет и 17,3 % — в возрасте 65 лет и старше.